# Odilien-Blindeninstitut
Das Odilien-Institut befindet sich im zweiten Grazer Stadtbezirk St. Leonhard. Es ist eine Einrichtung für Menschen mit Sehbehinderung oder Blindheit.

## Institut
Die Gründung des Odilienverein zur Fürsorge für die Blinden Steiermarks im Jahr 1880 geht auf eine Initiative des blinden Organisten und Klavierstimmers Gustav Garzaner zurück. Mit fünf Zöglingen wurde das Institut unter der Schirmherrschaft der Erzherzogin Stephanie eröffnet.
Das Odilien-Institut, heute getragen vom privaten Odilien-Institut Verein, betreut rund 450 Menschen jeder Altersstufe mit Sehbeeinträchtigungen oder Blindheit. Es beschäftigt in Form der Odilien-Institut GmbH 240 Lehr- und Betreuungsfachkräfte verschiedener Fachdisziplinen. Besonderer Wert wird auf die vor- und nachschulische Begleitung gelegt, das Angebot reicht von Frühförderung über Trainingsangebote, Beratungszentrum, Bildungsplattform, Tagesförderung und Betreuung, Werkstätten, Bibliothek und Ludothek bis hin zum Cafe Odilia als Treffpunkt.
Die Beherbergungsangebote umfassen Nachmittagsbetreuung für Kinder und Jugendliche, Fachschulinternat, Wohnheim, Wohngemeinschaften und Trainingswohnungen bis hin zum Seniorenheim.

### Schulen
Insgesamt bietet der Odilien-Schulverein Schülern die Möglichkeit des Schulbesuchs in folgenden Schulformen an:
- Volksschule Odilien – eine Regel-Volksschule, mit Integrationsklassen. Durch die Kombination der verschiedenen Schulformen kann jeder Schüler angemessen betreut werden.  Die Volksschule wurde 2006 mit dem Pädagogischen Panther, dem höchsten Schulpreis der Steiermark, ausgezeichnet.[3]
- Neue Mittelschule Odilien
- Sonderschule für blinde und sehbehinderte Kinder
- Wirtschaftliche Fachschule
- Technische Fachschule

Für Schüler steht auch ein Fachschulinternat zur Verfügung.
(→ Liste von Blindenschulen)

## Bauwerk
Das Institut befindet sich wahrscheinlich an jener Stelle, die der ehemalige Meierhof Guntarn einnahm. Dieser war nach der Grazer Stadtfestung das zweite Siedlungsgebiet in Graz. Zu ihm gehörten auch der ehemalige Schanzelwirt, eines der ältesten Gasthäuser der Stadt. Das Gebäude wurde 1798 von Freiherr von Ludwigsdorf erbaut. Vorher war der Standort seit 1305 im Besitz des Deutschen Ritterordens. Seit dem Jahr 1881 befindet sich das Blindeninstitut in den Räumlichkeiten des Komplexes. In den Jahren 1885 und 1886 erfolgte ein Anbau und durch den Zubau aus 1902 und 1903 erreichte der Komplex seine heutige Gesamtlänge von 144 Metern.
Der Baukörper weist drei bis vier Geschoße auf. Die Fassade wurde im altdeutschen Neorenaissance-Stil gestaltet.
Das Bauwerk steht unter Denkmalschutz.

### Ottilia-Kapelle
Die Hauskapelle, deren Turm weithin sichtbar ist, wurde  1916 erstmals renoviert. Sie befindet sich in der Mittelachse der Anlage und tritt daraus hervor. Der Turm besteht aus zwei Geschoßen und besitzt ein Spitzdach. Die Innenausstattung stammt aus der Bauzeit der Kapelle. Darin enthalten sind eine Schnitzfigur der Heiligen Joseph und Vinzenz von Paul, darüber Gemälde der heiligen Ottilia, vom Herz-Jesu und von Blinden, die vom Künstler A. v. Wörndle im Jahr 1891 geschaffen wurden. Die seitlichen Ölbilder mit den Darstellungen des Herz-Mariä und der heiligen Cäcilia stammen vom selben Künstler.

## Personen

### Schülerin Ransburg – ermordet in der NS-Zeit
Irene Ransburg, am 28. November 1898 geboren, jüdisch getauft, adoptiert in St. Ruprecht a. d. Raab, absolvierte die Handelsschule in Graz. 1915 verlor sie durch eine Erkrankung mit 16 ihr Augenlicht und Hörvermögen und wohnte ab da als Schülerin im Odilieninstitut. Sie flocht Körbe, erlernte die Blindenschrift, schrieb insbesondere Lyrik und kam mit Literaten ihrer Zeit, wie Gustinus Ambrosi, in Kontakt. Ihre jüdische Herkunft wurde in der Zeit des Nationalsozialismus (NS) am Institut verheimlicht, doch verraten. Am 21. September 1944 wurde sie von der Gestapo abgeholt und ins KZ Theresienstadt verschleppt. In einem Abschiedsbrief verzieh sie den Verrätern. Am 23. Oktober wurde sie ins KZ Auschwitz-Birkenau überstellt und mit Gas ermordet. Am Institut fand am 11. Mai 2015 eine Gedenkfeier für Irene Ransburg mit Enthüllung einer Gedenktafel statt. Am 16. August 2016 organisierte der Verein für Gedenkkultur die Verlegung zweier Stolpersteine am Gehsteig vor dem Haus für sie, einer in Klarschrift und einer textident – europaweit erstmals – in Braille-Schrift: aus der Messingplatte treten zeichenweise bis zu 6 Punkte hervor.

### Lehrerin Gertrude Jaritz – Frühförderung
Bei der ärztlichen Untersuchung im Zug des Führerscheinerwerbs erfuhr sie von der sehr schwachen Sehkraft eines ihrer Augen. Aus eigener Betroffenheit machte sie es sich zur Aufgabe „Blinden und Sehbehinderten eine Lebensperspektive (zu) geben.“ Nach Studienreisen nach Deutschland wirkt sie 1982 am Odilieninstitut mit bei der für Österreich erstmaligen Einführung eines Sehfrühförderungsprogramms.